# Jean Seri
Jean Michaël Seri (ur. 19 lipca 1991 w Grand-Béréby) – iworyjski piłkarz grający na pozycji defensywnego pomocnika w tureckim klubie Galatasaray, do którego jest wypożyczony z angielskiego zespołu Fulham F.C.

## Kariera piłkarska
Swoją karierę piłkarską Seri rozpoczął w klubie Africa Sports z Abidżanu. W 2009 roku zadebiutował w nim w pierwszej lidze iworyjskiej. W debiutanckim sezonie wywalczył wicemistrzostwo kraju oraz zdobył Puchar Wybrzeża Kości Słoniowej. W 2010 roku przeszedł do ASEC Mimosas. W 2010 został mistrzem kraju, a w 2011 zdobył krajowy puchar.
W 2012 roku Seri został zawodnikiem FC Porto. W sezonie 2012/2013 trafił do rezerw tego klubu. Zadebiutował w nich w drugiej lidze portugalskiej 6 stycznia 2013 w zremisowanym 1:1 domowym meczu z Naval 1º Maio. W rezerwach Porto grał przez rok.
W 2013 roku Seri przeszedł do FC Paços de Ferreira. W zespole tym swój debiut zaliczył 14 września 2013 w przegranym 1:3 wyjazdowym meczu z Benfiką. W Paços de Ferreira grał przez dwa lata.
Latem 2015 roku Seri został piłkarzem OGC Nice. W Ligue 1 swój debiut zanotował 8 sierpnia 2015 w przegranym 1:2 domowym spotkaniu z AS Monaco.
Od 2018 roku występuje w angielskim zespole Fulham F.C. W 2019 roku został wypożyczony do tureckiego zespołu Galatasaray SK, kwota odstępnego za wypożyczenie zawodnika wynosi 1,5 miliona euro.
| Sezon   | Klub                 | Kraj                     | Rozgrywki      | Mecze | Gole |
| ------- | -------------------- | ------------------------ | -------------- | ----- | ---- |
| 2009    | Africa Sports        | Wybrzeże Kości Słoniowej | Ligue 1 MTN    | ?     | ?    |
| 2010    | ASEC Mimosas         | Wybrzeże Kości Słoniowej | Ligue 1 MTN    | ?     | ?    |
| 2011    | ASEC Mimosas         | Wybrzeże Kości Słoniowej | Ligue 1 MTN    | ?     | ?    |
| 2012    | ASEC Mimosas         | Wybrzeże Kości Słoniowej | Ligue 1 MTN    | 16    | 1    |
| 2012/13 | FC Porto B           | Portugalia               | Segunda Liga   | 19    | 1    |
| 2013/14 | FC Paços de Ferreira | Portugalia               | Primeira Liga  | 21    | 1    |
| 2014/15 | FC Paços de Ferreira | Portugalia               | Primeira Liga  | 33    | 1    |
| 2015/16 | OGC Nice             | Francja                  | Ligue 1        | 38    | 3    |
| 2016/17 | OGC Nice             | Francja                  | Ligue 1        | 34    | 7    |
| 2017/18 | OGC Nice             | Francja                  | Ligue 1        | 31    | 2    |
| 2018/19 | Fulham               | Anglia                   | Premier League | 32    | 1    |

Stan na: 22 kwietnia 2019 r.

## Kariera reprezentacyjna
W reprezentacji Wybrzeża Kości Słoniowej Seri zadebiutował 6 września 2015 w zremisowanym 0:0 meczu kwalifikacji do Pucharu Narodów Afryki 2017 ze Sierra Leone.